# Maria Augusta da Saxónia
Maria Augusta Nepomucena Antônia Francisca Xaveria Aloísa da Saxónia (em alemão: Maria Augusta Nepomucena Antonia Franziska Xaveria Aloysia von Sachsen; 21 de junho de 1782 - 14 de março de 1863), foi a única filha do rei Frederico Augusto I da Saxónia e da princesa Amália de Zweibrücken-Birkenfeld. Era sobrinha do rei Maximiliano I José da Baviera.

## Biografia
O seu pai, Frederico Augusto, foi rei da Saxónia e príncipe do ducado de Varsóvia. Foi a sua única filha a chegar à idade adulta. A sua família era pretendente do trono da Polónia (República das Duas Nações) e a constituição de 3 de maio de 1791 nomeava-a como potencial sucessora do trono polaco se a linha masculina da família Wettin se extinguisse. Na Polónia, era chamada "infanta da Polónia".
Os planos para a casar com uma família que conseguisse fortalecer a sua pretensão ao trono da Polónia falharam, uma vez que nenhuma das potências do seu tempo desejava fortalecer a Saxónia ou restaurar o reino da Polónia. Um dos seus pretendentes foi Józef Antoni Poniatowski.

## Genealogia
| Maria Augusta da Saxónia | Pai: Frederico Augusto I da Saxónia   | Avô paterno: Frederico Cristiano, Príncipe-Eleitor da Saxónia | Bisavô paterno: Augusto III da Polónia                       |
| Maria Augusta da Saxónia | Pai: Frederico Augusto I da Saxónia   | Avô paterno: Frederico Cristiano, Príncipe-Eleitor da Saxónia | Bisavó paterna: Maria Josefa da Áustria                      |
| Maria Augusta da Saxónia | Pai: Frederico Augusto I da Saxónia   | Avó paterna: Maria Antónia da Baviera                         | Bisavô paterno: Carlos VII, Sacro Imperador Romano-Germânico |
| Maria Augusta da Saxónia | Pai: Frederico Augusto I da Saxónia   | Avó paterna: Maria Antónia da Baviera                         | Bisavó paterna: Maria Amália da Áustria                      |
| Maria Augusta da Saxónia | Mãe: Amália de Zweibrücken-Birkenfeld | Avô materno: Frederico Miguel, Conde Palatino de Zweibrücken  | Bisavô materno: Cristiano III, Conde Palatino de Zweibrücken |
| Maria Augusta da Saxónia | Mãe: Amália de Zweibrücken-Birkenfeld | Avô materno: Frederico Miguel, Conde Palatino de Zweibrücken  | Bisavó materna: Carolina de Nassau-Saarbrücken               |
| Maria Augusta da Saxónia | Mãe: Amália de Zweibrücken-Birkenfeld | Avó materna: Maria Francisca de Sulzbach                      | Bisavô materno: José Carlos, Conde Palatino de Sulzbach      |
| Maria Augusta da Saxónia | Mãe: Amália de Zweibrücken-Birkenfeld | Avó materna: Maria Francisca de Sulzbach                      | Bisavó materna: Isabel Augusta Sofia de Neuburgo             |